# Jules Bourdais

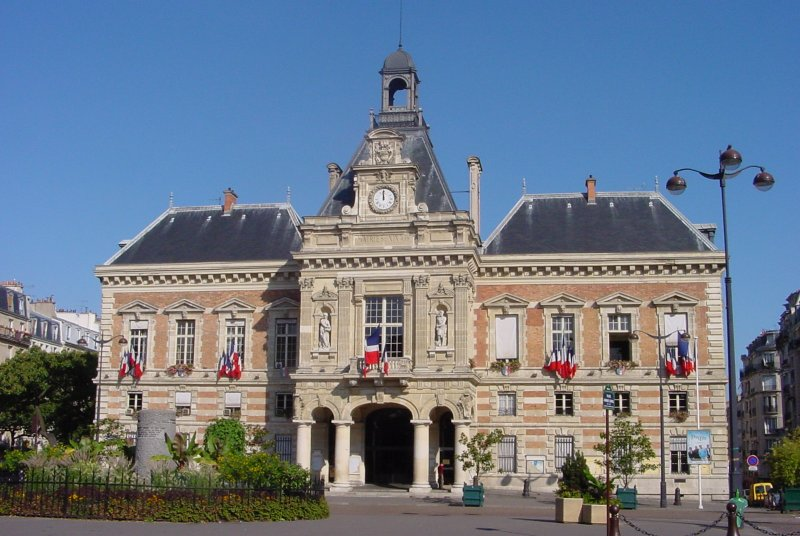
Radnice 19. obvodu naproti parku Buttes-Chaumont

Jules Bourdais (6. dubna 1835 Brest – 2. června 1915 Paříž) byl francouzský architekt.

## Životopis
V roce 1857 absolvoval École centrale des Arts et Manufactures v Paříži. V letech 1868-1870 vyprojektoval kostel Saint-Pierre-ès-Liens a protestantský kostel v Nègrepelisse.
V letech 1876-1878 postavil spolu s Gabrielem Davioudem radnici 19. obvodu. V květnu 1876 vyhrál se stejným architektem soutěž na postavení Palais du Trocadéro pro světovou výstavu 1878.
V roce 1886 se se svým návrhem zděného sloupu zúčastnil soutěže na hlavní symbol světové výstavy 1889, ale vyhrál Gustave Eiffel a jeho kovová věž.